# Волоцюга (фільм, 1992)
«Волоцюга» (англ. The Vagrant) — французько-американський фільм 1992 року.

## Сюжет
Скромний менеджер Грем Краковскі купує будинок, а разом з ним і цілу купу неприємностей. Поруч з будинком мешкає відразливого вигляду волоцюга. Цей антисоціальний тип весь час заважає жити новому домовласникові. А тут ще починаються дивні вбивства, в яких поліція звинувачує службовця.

## У ролях
- Білл Пекстон — Грем Краковскі
- Майкл Айронсайд — Лейтенант Ральф Барфусс
- Маршалл Белл — Волоцюга
- Мітці Кептчер — Еді Робертс
- Коллін Кемп — Джуді Дансіг
- Петріка Дарбо — Доаттйе
- Марк МакКлюр — Чак
- Стюарт Пенкін — містер Фімстер
- Тедді Вілсон — X-Rays
- Дерек Марк Лохран — детектив Лаксон
- Мілдред Брайон — місіс Ховлер
- Бретт Марстон — поліцейський
- Кен Лав — поліцейський, (Buzz)